# Капуцины (монашеский орден)
О́рден ме́ньших бра́тьев капуци́нов (лат. Ordo Fratrum Minorum Capuccinorum; кратко — капуци́ны) —  монашеский орден, ветвь францисканцев; первоначально насмешливое прозвище, относившееся к остроконечному капюшону (итал. cappuccio), носимому членами этого ордена. Основан Маттео Басси (Маттео да Башио) в 1525 году как ветвь францисканского ордена, утверждён в 1528 году папой Климентом VII.

## История

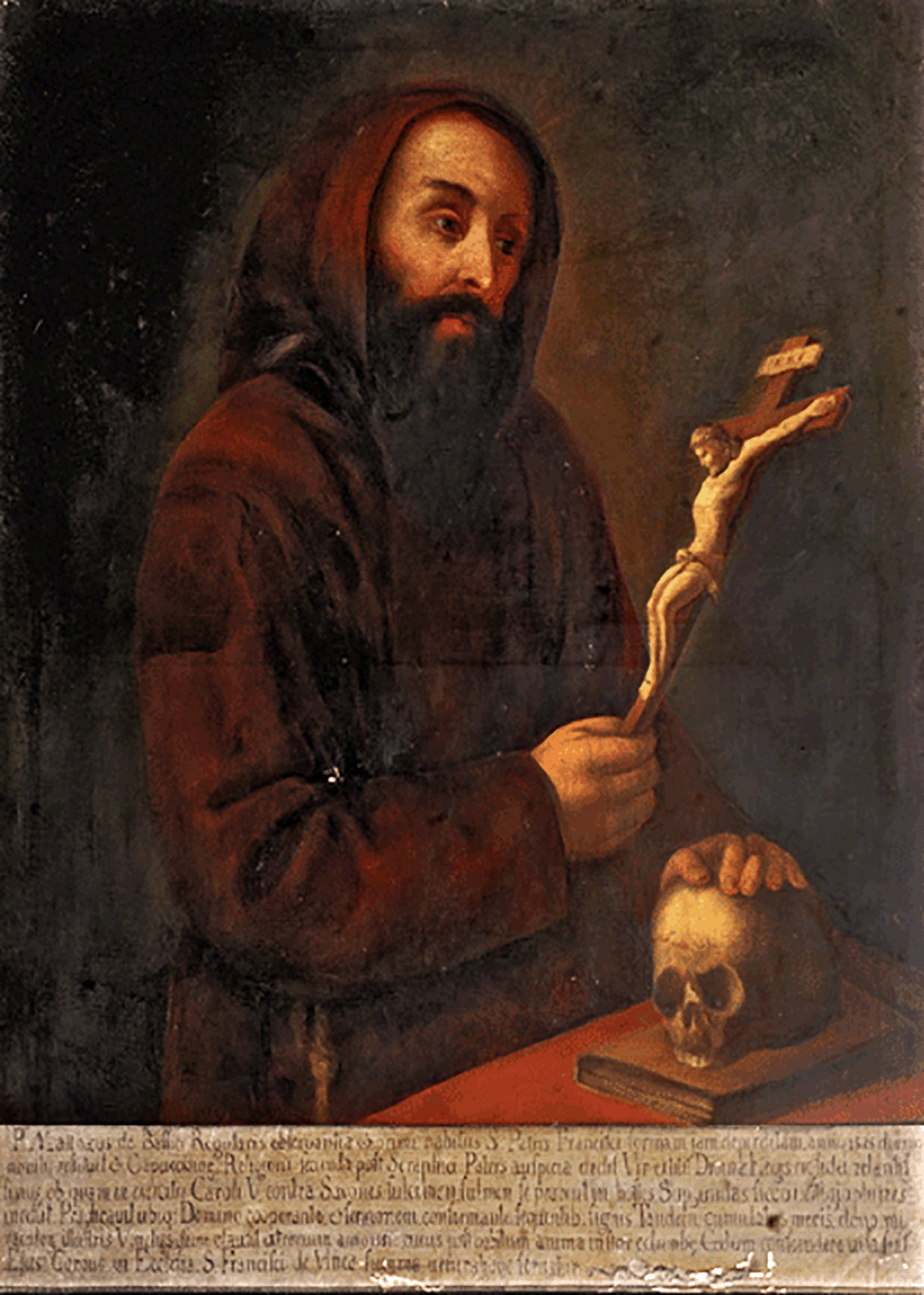
Маттео Басси

В начале XVI века в Католической церкви шло сильное движение церковного обновления, предшествовавшее Тридентскому собору. Многие монашеские ордена в этот период испытали большие потрясения и подверглись серьёзным реформам. Не стали исключением и францисканцы — в 1517 году было официально закреплено разделение единого прежде ордена на францисканцев-обсервантов и францисканцев-конвентуалов. Через 8 лет, в 1525 году началась капуцинская реформа, призванная создать францисканские общины с максимально строгим уставом и максимально приближенные к идеалам святого Франциска. Эти процессы привели к созданию трёх ветвей францисканского ордена, существующих и по сей день.
Капуцинская реформа началась в итальянском регионе Марке по инициативе обсерванта Маттео Басси. Первоначально Басси не ставил перед собой целью создание нового ордена, он хотел распространить свои реформы на всех обсервантов, однако столкнулся с сопротивлением значительной части ордена, включая руководство. Чтобы избежать конфликта, папа Климент VII буллой Religionis zelus от 3 июля 1528 года утвердил новую францисканскую общину под названием «Меньшие братья отшельнической жизни». Первый капитул новой ветви францисканцев состоялся в Альбачино в апреле 1529 года. На капитуле был принят строгий устав, закреплявший стремление к максимальной простоте и бедности.

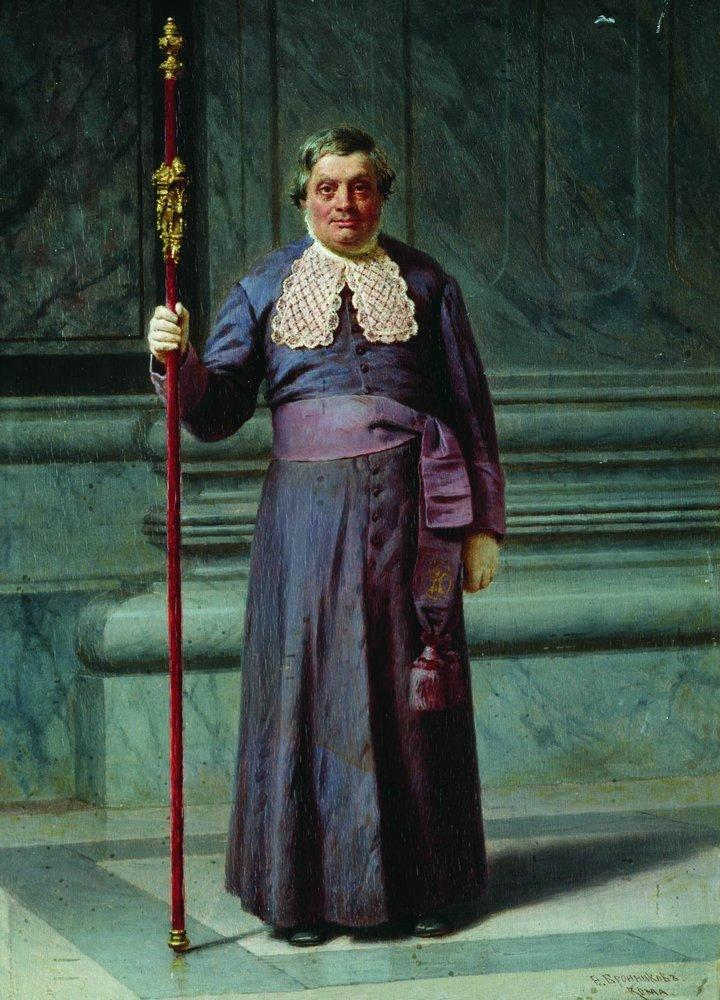
Капуцин. Ф. А. Бронников, 1881

Новый орден чуть не прекратил своё существование в самом начале после того, как в 1537 году Маттео Басси вернулся к обсервантам, а глава общины Бернардино Окино в 1542 году перешёл в кальвинизм. Ордену грозило упразднение, однако он сумел выжить, более того, во второй половине XVI века численность капуцинов резко выросла. В 1571 году в Италии было 3300 капуцинов. В 1574 году орден начал деятельность за пределами Апеннин, капуцинские монастыри основывались во Франции, Испании, Швейцарии, Австрии и других странах. В 1619 году папа Павел V признал за капуцинами полную автономию, а за главой ордена титул генерального министра. На генеральном капитуле 1643 года была принята новая конституция ордена. Ряд капуцинов XVI—XVII веков были канонизированы, наиболее известен среди них Лаврентий Бриндизийский, который получил почётный титул Учителя Церкви.
В 1535 году был основан Второй (женский) орден капуцинов. Так как женские общины францисканского ордена исторически именуются не францисканками, а клариссинками (клариссами) в честь святой Клары Ассизской, женская ветвь капуцинов стала именоваться клариссами-капуцинками или просто капуцинками. К числу капуцинок принадлежала канонизированная в 1839 году монахиня Вероника Джулиани.
Капуцины активно занимались миссионерством и внесли большой вклад в появление новых христианских общин в Америке, Азии и Африке. Первыми миссионерами-капуцинами были итальянцы Джованни да Медина-дель-Кампо и Джованни да Троя, проповедовавшие в XVI веке в Египте и погибшие от рук мусульман в Каире. В 1587 году по договорённости между Францией и Османской империей французские капуцины прибыли в Константинополь для опеки над католиками, находившимися в плену у турок. В начале XVII века были основаны первые миссии в Африке, в 1632 году — в Америке. В 1641 году была основана капуцинская миссия в Индии, а в 1842 году — в Китае.
В 1705 году Пётр I подписал разрешение капуцинам поселиться в России. Капуцины окормляли католический приход в Астрахани и основали при нём школу, в которой, в частности, учился поэт В. К. Тредиаковский.
К 1761 году орден насчитывал около 35 тысяч монахов и 1730 монастырей. Однако, как и другие монашеские ордена, капуцины значительно пострадали от секуляризаций и революций конца XVIII — начала XIX веков. Многие монастыри были ликвидированы, после Французской революции многие монахи приняли мученическую смерть. Между 1789 и 1847 годами не состоялось ни одного генерального капитула. Несмотря на это, орден выжил, и к концу XIX века число его членов увеличилось. Бедность часто соединялась у капуцинов с недостатком образования. Особенно известны их шутовские народные проповеди (капуцинады; см. «Валленштейнов лагерь» Шиллера).
В Великом Княжестве Литовском они осели в Любешове (1756, ныне Волынская область Украина) и Юровичах (1781, сейчас Калинковичский район Гомельская область Беларусь). После разделов Речи Посполитой с конца XVIII в. деятельность капуцинов в Российской империи стало угасать, в 1888 году их монастырь был  закрыт.
В 1908 году капуцины открыли в Риме Коллегию св. Лаврентия Бриндизийского, впоследствии преобразованную в институт. В настоящее время при нём функционирует обширная библиотека и издаётся журнал Collectanea Franciscana, посвящённый францисканскому наследию.
Среди наиболее известных святых капуцинского ордена XX века — святой Пио из Пьетрельчины и хорватский священник Леопольд Мандич.

## Современное состояние

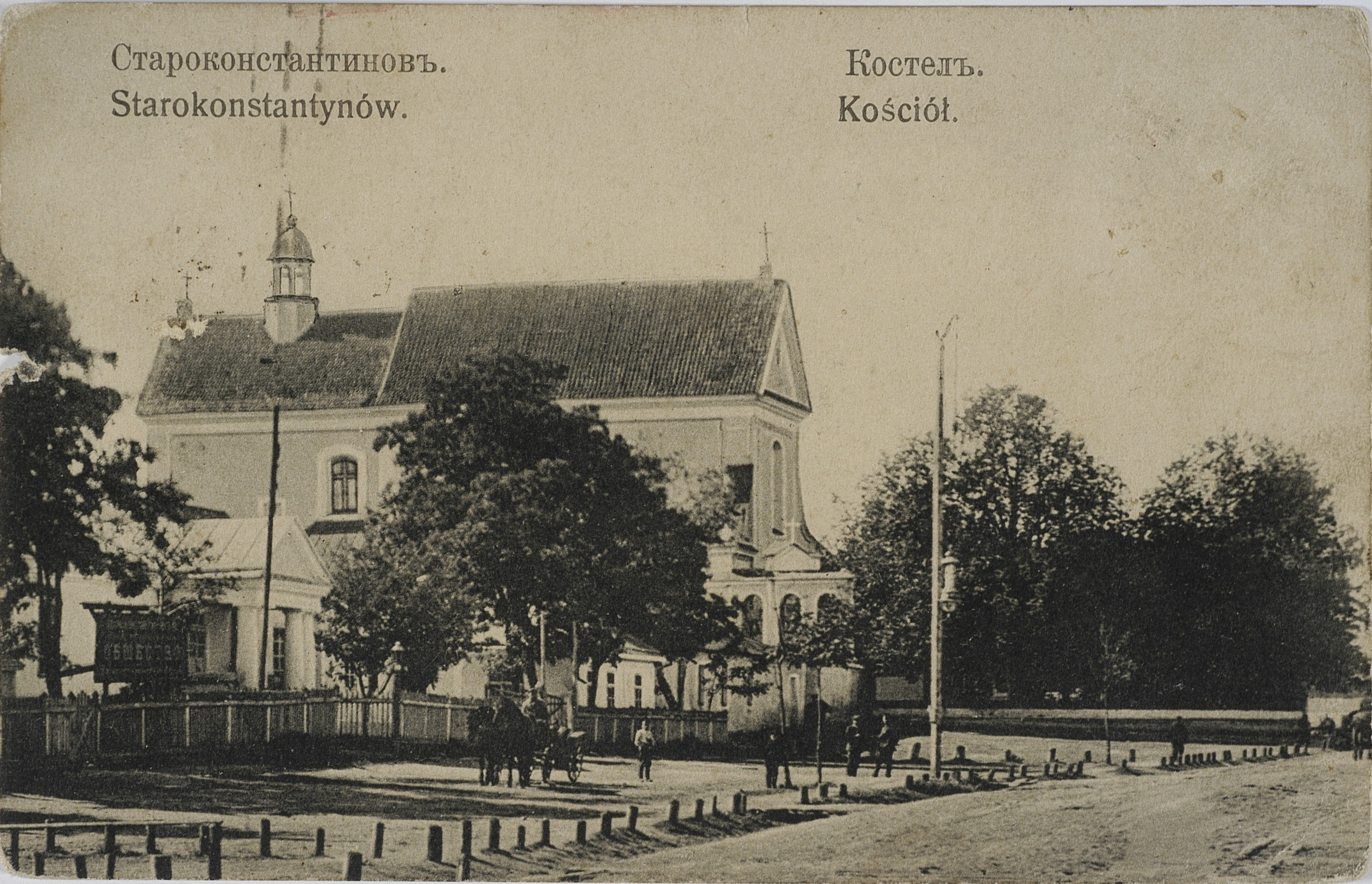
Монастырь капуцинов в Староконстантинове на открытке 1916 года

По данным на 2010 год, в ордене состояло 10 519 монахов, из которых 6 939 были священниками. По данным на 2013 год орден насчитывал 10 659 монахов, из которых 7 021 священник. Орден насчитывает 1628 общин.
В Италии и США наибольшее число общин ордена, там они разделены на большое число провинций. Капуцины широко представлены на постсоветском пространстве: на Украине они имеют семь общин (в Виннице, Каменском, Днепре, Киеве, Красилове, Ужгороде и Староконстантинове), в Белоруссии также семь (Минск, Слоним, Молодечно, Докшицы, Липнишки, Смолевичи), в России — одну (в Воронеже). Воронежская община, состоящая из трёх священников, была образована в 2003 году и является единственной общиной капуцинов в России.
Одежду капуцинов составляет бурого цвета хабит с пришитым к нему капюшоном, верёвочный пояс с узлом, символизирующим нерушимость монашеских обетов, и сандалии на босых ногах.
Капуцины по-прежнему занимаются миссионерством и имеют около 200 миссий по всему миру, особенно в Индии, Эфиопии и Турции.
Капуцинки, женская ветвь ордена, в 2002 году насчитывали 2263 монахинь в 157 монастырях. Как и другие ветви францисканского ордена, капуцины насчитывают большое количество членов Третьего ордена (терциариев). По данным на начало XXI века терциарии капуцинов были объединены более чем в 11 500 общин и насчитывали около 73 тысяч членов.

## Факты
В Императорском склепе, расположенном под капуцинской церковью в Вене, захоронено более 190 членов Габсбургской династии. В расположенных под монастырём капуцинов в Палермо катакомбах в открытом виде покоятся тела около 8 000 человек, погребённых здесь в промежутке между 1599 и 1920 годами.